# Exocoetus
Exocoetus is een geslacht van straalvinnige vissen uit de familie van vliegende vissen (Exocoetidae). Het geslacht is voor het eerst wetenschappelijk beschreven in 1758 door Linnaeus.

## Soorten
- Exocoetus gibbosus Parin & Shakhovskoy, 2000
- Exocoetus monocirrhus Richardson, 1846
- Exocoetus obtusirostris Günther, 1866
- Exocoetus peruvianus Parin & Shakhovskoy, 2000
- Exocoetus volitans Linnaeus, 1758